# Bisdom Kurnool
Het bisdom Kurnool (Latijn: Dioecesis Kurnoolensis) is een rooms-katholiek bisdom met als zetel Kurnool, in India. Het bisdom is suffragaan aan het aartsbisdom Hyderabad. 

## Geschiedenis
Het bisdom werd opgericht op 12 juni 1967, uit delen van het bisdom Nellore. 

## Parochies
Het bisdom had in 2021 een oppervlakte van 43.000 km2 en telde 8.170.507 inwoners waarvan 1,3% rooms-katholiek was.

## Bisschoppen
- Joseph Rajappa (12 juni 1967 - 18 januari 1988)
- Mathew Cheriankunnel (18 januari 1988 - 16 juli 1991; coadjutor sinds 22 december 1986)
  - Abraham Aruliah Somavarapa (apostolisch administrator: 1991 - 6 december 1993)
- Johannes Gorantla (6 december 1993 - 20 januari 2007)
- Anthony Poola (8 februari 2008 - 19 november 2020; kardinaal in 2022)
  - Anthonappa Chowrappa (administrator: 20 november 2020 - 2024)
- Johannes Gorantla (27 februari 2024 - heden)

## Galerij van afbeeldingen

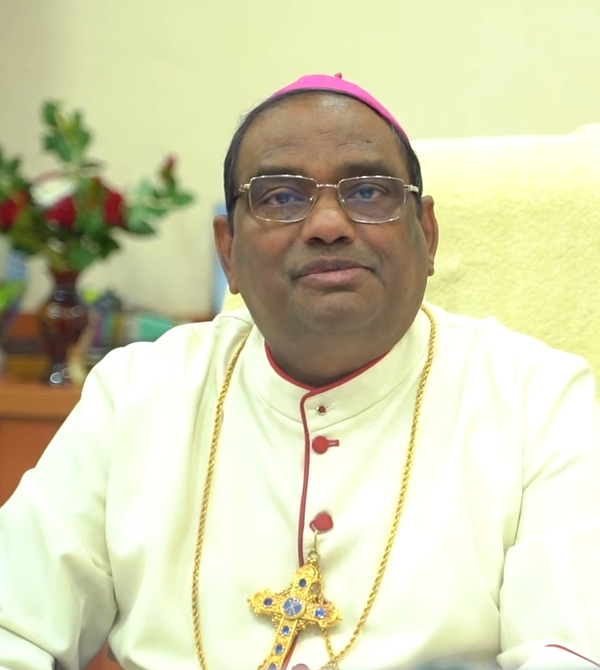
Bisschop Anthony Poola (2008-2020); kardinaal gecreëerd in 2022
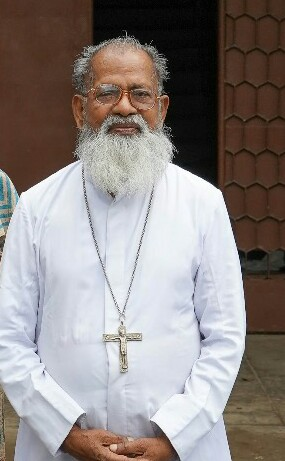
Bisschop Mathew Cheriankunnel (1988-1991)

Hyderabad (aartsbisdom) · Adilabad (Syro-Malabar) · Cuddapah · Khammam · Kurnool · Nalgonda · Warangal